# La Población (Córdoba)
La Población es una localidad serrana, situada en el departamento San Javier, de la provincia de Córdoba, Argentina.
Está compuesta por 700 habitantes, informe del 2013, y se encuentra situada sobre la ruta 14 provincial, a 206 km de la Ciudad de Córdoba, aproximadamente.

## Historia
La historia de la localidad comienza cuando el español Alonso de Vera obsequió estas tierras a Don Miguel de Maldonado, en el año 1626. Luego de varios dueños, este territorio (incluyendo a los nativos) se convirtió en propiedad de Miguel de Vilches. En aquel entonces la localidad se llamaba La Población de Vilches.

## Economía
La principal actividad económica, al igual que la mayoría de las localidades de Traslasierra, es el "Turismo". Entre sus principales atractivos se encuentran las cascadas de "Los Chorros","Bosque de Tabaquillos","Reserva Piedra Bola" y el arroyo "Cruz de Quebracho" y se desarrollan actividades como el trekking y las cabalgatas guiadas.
Entre sus comercios más destacados se encuentran al ingreso del pueblo "La Lomiteria el Abrazo", el Resto-Bar "Peperina", siguiendo por la ruta 14 parrilla "La Granjita", almacén "ushuaia", la oficina Inmobiliaria "La Población" en el km 143, la Despensa de Doña "Estela Rubio" en calle Comechingones, y numerosos  alojamientos.
Desde diciembre de 2011, la comuna se encuentra presidida por el Jefe Comunal Francisco Raúl Martínez.

## Geografía

### Sismicidad
La sismicidad de la región de Córdoba es frecuente y de intensidad baja, y un silencio sísmico de terremotos medios a graves cada 30 años en áreas aleatorias. Sus últimas expresiones se produjeron:
- 22 de septiembre de 1908 (116 años), a las 17.00 UTC-3, con 6,5 Richter, escala de Mercalli VII; ubicación 30°30′0″S 64°30′0″O / -30.50000, -64.50000; profundidad: 100 km; produjo daños en Deán Funes, Cruz del Eje y Soto, provincia de Córdoba, y en el sur de las provincias de Santiago del Estero, La Rioja y Catamarca[2]

- 16 de enero de 1947 (78 años), a las 2.37 UTC-3, con una magnitud aproximadamente de 5,5 en la escala de Richter (terremoto de Córdoba de 1947)[1]

- 28 de marzo de 1955 (69 años), a las 6.20 UTC-3 con 6,9 Richter: además de la gravedad física del fenómeno se unió el desconocimiento absoluto de la población a estos eventos recurrentes (terremoto de Villa Giardino de 1955)

- 7 de septiembre de 2004 (20 años), a las 8.53 UTC-3 con 4,1 Richter

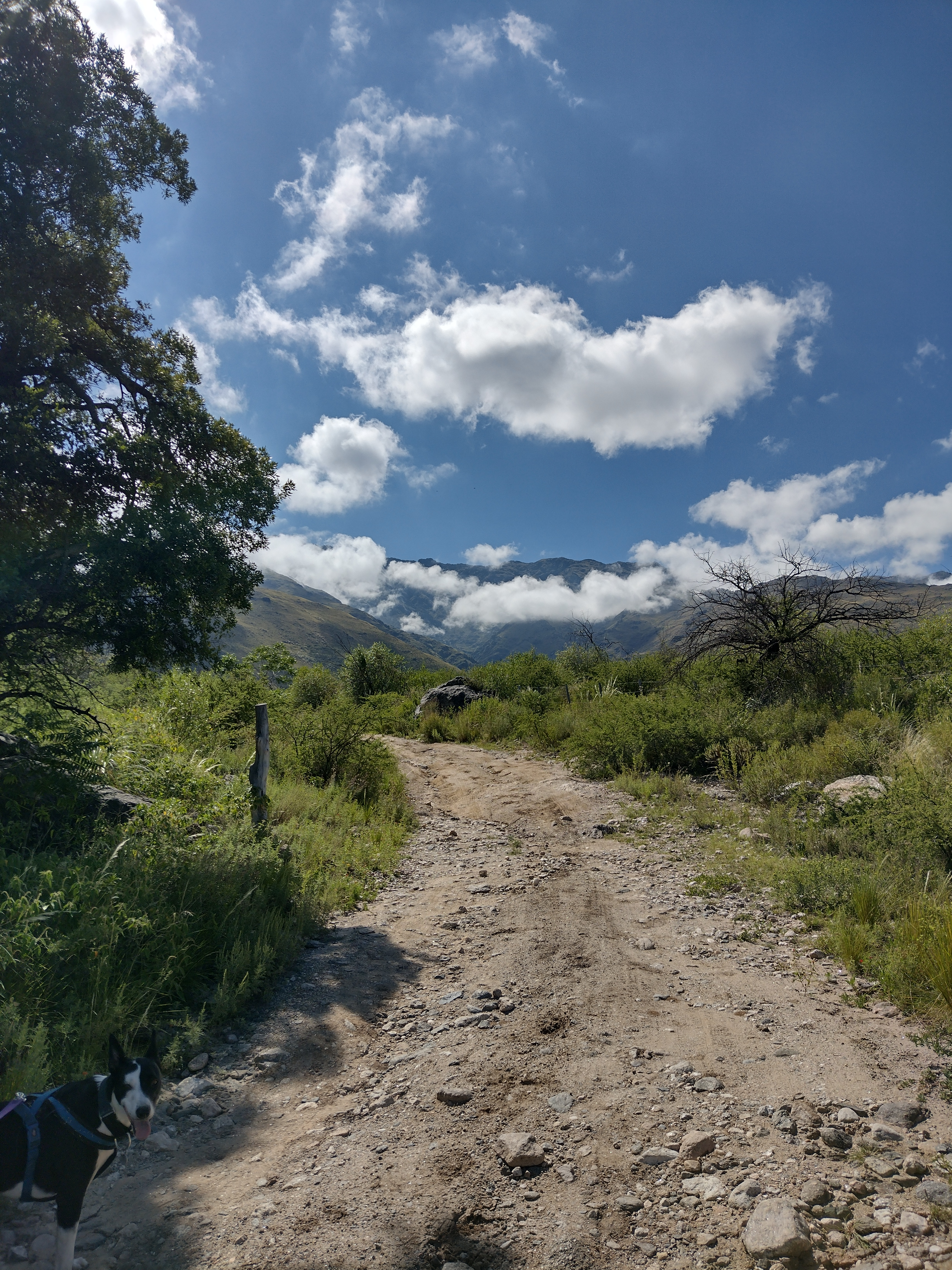
Camino en La Población

- Camino en La Población25 de diciembre de 2009 (15 años), a las 21.42 UTC-3 con 4,0 Richter